# Scolopendromorpha
Scolopendromorpha è un ordine di centopiedi.
Conosciuto, nella bibliografia di riferimento in lingua inglese, anche con il nome tropical centipedes (centipedi tropicali), mantiene l'aspetto caratteristico dal corpo diviso in segmenti, ognuno dei quali provvisto di un paio di zampe, destra e sinistra, testa piatta e mobilissime antenne che ne fanno l'organo di senso principale.
Raggruppa specie caratterizzate dal numero di segmenti pari a 21 o 23 (tranne una singola specie, Scolopendropsis duplicata, che ne possiede 39 o 43) ciascuno dotato lateralmente di una coppia di zampe (una per lato). Come la maggior parte dei Chilopoda, la vista è affidata a semplici ocelli, in numero di quattro su ciascun lato nella famiglia Scolopendridae, uno solo per lato nel genere Mimops (famiglia Mimopidae), tuttavia le altre famiglie sono cieche. L'ordine comprende cinque famiglie, Cryptopidae, Mimopidae, Plutoniumidae, Scolopendridae e Scolopocryptopidae. Le uniche due specie conosciute di centopiedi anfibi, Scolopendra cataracta e Scolopendra paradoxa, appartengono a quest'ordine.

## Tassonomia
L'ordine comprende le seguenti cinque famiglie:
- Cryptopidae
- Mimopidae
- Plutoniumidae
- Scolopendridae
- Scolopocryptopidae